# Steye van Dam
Steye Johannis van Dam (Beugen, 23 september 1976) is een Nederlands acteur, presentator en trainer.

## Loopbaan
Hij studeerde in 2001 af aan de Academie voor Drama te Eindhoven waarna hij tot 2007 speelde bij verschillende theatergezelschappen. Daarnaast is hij als acteur te zien in verschillende film- en televisieproducties.

## Filmografie

### Film
- Circus Noël - Ben (2019)
- Een kei fijne film: Hotel Eindhoven - Receptionist (korte film, 2019)
- Een kei fijne film (korte film, 2018)
- De Lichtwachter - Chien Baak (korte film, 2014)
- Verborgen - Mitchel Bergwijn (korte film, 2014)
- Alles over Niets - Tom (2013)
- The Biggest - George (korte film, 2013)
- New Kids Nitro - Gevatte toeschouwer (2011)
- All Inclusive - Peter (korte film, 2011)
- Sint - Waterpolitieman (2010)
- Foeksia de Miniheks - Werkman (2010)
- De avondboot - Naud (televisiefilm, 2007)

### Televisie
Overzicht is inclusief eenmalige optredens:
- Chantal & Tina - Kinderoppas (2023)
- Draadstaal - Zichzelf (2019)
- Circus Noël - Ben (2017)
- Dokter Tinus - Yves Delanooy (2017)
- Vlucht HS13 - Rogier (2016)
- Zondag met Lubach - Zichzelf (2015)
- Noord Zuid - Marco (2015)
- Flikken Maastricht - Juup van Verne (2014)
- Psychihater - Leon (2014)
- Aaf - Gerard (2013)
- Love Hurts - Ruud (2013)
- Van God Los - Pieter Rietschoten (2012)
- A'dam - E.V.A. - Bastiaan (2011)
- Sorry Minister - Tv-journalist (2009)
- S1ngle - Martijn (2008)
- Keyzer & De Boer Advocaten - Hendrik Hulsenbos (2006)
- Man en paard - Che Vermeer (2006)